# 罗小猫猫子事件
罗小猫猫子事件是中华人民共和国2021年10月15日发生的一起中国网友在抖音直播上怂恿抑郁症患者罗小猫猫子自杀的事件，该事件在中国大陆引发了怂恿他人自杀是否应被追究刑事责任、怎么追究刑事责任的讨论和探究。

## 人物介绍
罗小猫猫子：家住中华人民共和国湖南省株洲市，出事前在山东省汶上县，在抖音上拥有70多万个粉丝，主要在抖音上自拍和拍摄个人生活视频。她发布的最后一条视频中透露自己患有抑郁症，随后便进行直播，在直播中无法控制正在发作中的抑郁症，被一些网友鼓动喝下百草枯后丧命。

## 事件经过
10月15日，罗小猫猫子在抖音账号发布视频并配文“这大概是最后一条视频了吧，谢谢你们一路陪伴”。发布视频后，罗小猫猫子开始直播，渴望向网友分享自己的经历，但是却遭到了一些人的攻击，这些人在罗小猫猫子的直播中留言，包括“你快点喝”、“瓶子里装的该不会是尿吧”、“要喝就喝”、“快喝快喝快喝快喝快喝”等煽动性言语怂恿她自杀，罗小猫猫子在抑郁症的状态下无法控制自己，喝下了百草枯。
然而罗小猫猫子并不想死，喝下百草枯后自己拨打110和120，但还是在第二天因抢救无效去世，遗体在10月17日火化。根据罗小猫猫子的家人事后的说法，罗小猫猫子的自杀和两任男友无关，同时罗小猫猫子的家人声称要追究在抖音直播中怂恿罗小猫猫子自杀的人的法律责任。

## 相关法律责任
《钱江晚报》引用法律界人士的意见，说明在直播中留言让罗小猫猫子喝农药的网友涉嫌帮助自杀；如果留言与自杀有直接的因果关系，则涉嫌故意杀人罪。 即使两者之间没有直接的因果关系，但渲染氛围对自杀有间接促进作用，已经违反《治安管理处罚法》。除此之外，也是一项民事侵权行为，起哄者须要承担相应的民事责任。

## 后续
罗小猫猫子的遗体被火化后，其骨灰被汶上县殡仪馆员工偷换，用来卖给有需要的人配冥婚牟利。事发后，三名涉案人士被当地警方刑事拘留。